# Шымылдык
Шымылдык (каз. Шымылдық, до 1992 г. — Филипповка) — аул в Жарминском районе Абайской области Казахстана. Входит в состав Бирликшильского сельского округа. Код КАТО — 634447500.

## Население
В 1999 году население аула составляло 130 человек (64 мужчины и 66 женщин). По данным переписи 2009 года, в ауле проживало 56 человек (29 мужчин и 27 женщин).